# سوربو
سوربو (بالإيطالية: Surbo)‏ هي بلدية في مقاطعة ليتشي في إقليم بوليا الإيطالي.

## السكان
في سنة 1861 بلغ عدد السكان 2٬154 نسمة، وتطور العدد ليصل في سنة 2011 لـ 14٬849 نسمة.
يظهر هذا المخطط البياني تطور النمو السكاني لـ سوربو